# Генерал-ревизор
Генера́л-ревизо́р (или генеральный ревизор; фр. général réviseur) Сената — в Российской империи государственная должность, просуществовавшая краткое время (1715—1720) накануне введения должности генерал-прокурора (1722).
Должность была создана Петром I в 1715 году для наблюдения за порядком в заседаниях Сената и за исполнением указов; поручена была графу Василию Никитичу Зотову (1668—1729).
Должность подразумевала обширные обязанности, но не располагала средствами для их исполнения: граф не мог контролировать деятельность Сената, так как канцелярия Сената для него была недоступна, не мог он надзирать и за деятельностью администрации вне Сената, не имея никаких подчинённых органов надзора. Деятельность Зотова в Сенате свелась к получению от сенаторов и передаче Петру составлявшихся сенаторами поочередно месячных отчетов об указах Сената; изредка он сообщал императору о замеченных им неправильных действиях сенаторов. Неопределенная постановка должности и отсутствие у Зотова авторитета в Сенате привели к тому, что в 1719 году он, обременённый новым царским назначением, перестал появляться на заседаниях, и его обязанности «надзирателя указов» были возложены на обер-секретаря Сената А. Щукина (1720), затем на дежурных офицеров гвардии, пока, наконец, не была учреждена должность генерал-прокурора.